# 埃奇沃特 (新澤西州)
埃奇沃特（英語：Edgewater）是位於美國新澤西州伯根縣的自治市鎮。

## 人口
根據2020年美國人口普查的數據，埃奇沃特的面積為6.29平方千米，當中陸地面積為2.52平方千米，而水域面積為3.77平方千米。當地共有人口14336人，而人口密度為每平方千米2,279人。